# Bạo lực học đường

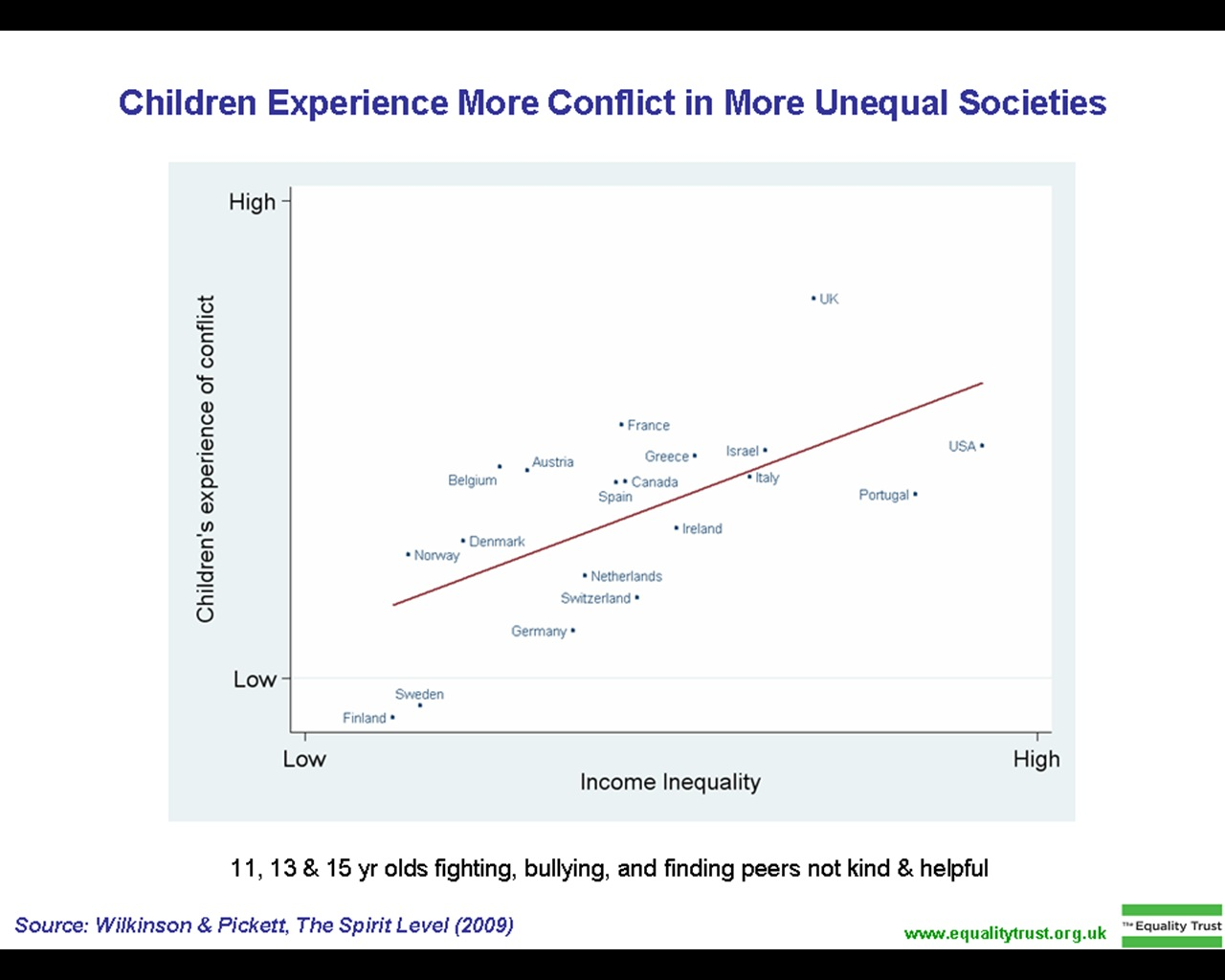
Bạo lực học đường

Bạo lực học đường là hành vi ngược đãi, đánh đập, bạo hành; làm tổn hại đến sức khỏe, thân thể; sỉ nhục, lăng mạ đến danh dự và nhân phẩm; tẩy chay, cô lập, ruồng rẫy và những hành động gây ảnh hưởng nặng nề tới sức khỏe tinh thần và thể chất của bạn học trong các cơ sở giáo dục.
Bạo lực học đường chia làm dạng chính
- Bạo lực thể chất.
- Bạo lực tinh thần.
- Bạo lực tình dục.
Bạo lực học đường bao gồm các hành vi bạo lực về thể chất, gồm đánh nhau giữa các học sinh hoặc các hình phạt thể chất của nhà trường; bạo lực tinh thần, bao gồm cả việc tấn công bằng lời nói hoăc trêu đùa bằng những từ ngữ không phù hợp với lứa tuổi; bạo lực tình dục, bao gồm hiếp dâm và quấy rối tình dục; các dạng bắt nạt bạn học; và mang vũ khí đến trường để đe dọa hoăc ức hiếp.

## Tính chất quốc tế của bạo lực học đường

### Australia
Bộ Giáo dục Bang Queensland tuyên bố vào tháng 7 năm 2009 rằng mức độ gia tăng của bạo lực tại các trường học là "hoàn toàn không thể chấp nhận" và thừa nhận rằng đã không thực thi đầy đủ để chống lại hành vi bạo lực. Hơn 55.000 học sinh đã bị đình chỉ tại các trường của bang trong năm 2008, gần một phần ba trong số đó bởi "hành vi không đúng đắn về thể chất".
Tại Nam Australia, 175 vụ tấn công bạo lực vào các học sinh hay giáo viên đã được ghi nhận trong năm 2009.

### Bỉ
Một nghiên cứu gần đây thấy rằng việc phải đối đầu với bạo lực của các giáo viên tại vùng nói tiếng Pháp của Bỉ là một yếu tố quan trọng trong những quyết định rời bỏ nghề giáo.

### Bulgaria
Sau "nhiều báo cáo trong thập kỷ vừa qua về bạo lực trường học", Bộ Giáo dục đã đưa ra những quy định chặt chẽ hơn vào năm 2009 về hành vi của học sinh, gồm cả ăn mặc không thích hợp, say rượu, và mang điện thoại. Các giáo viên được trao các quyền lực mới để trừng phạt những học sinh không tuân lời.

### Pháp
Năm 2000 Bộ Giáo dục Pháp tuyên bố rằng 39 trong 75.000 vụ bạo lực học đường là "bạo lực nghiêm trọng" và 300 là "có bạo lực ở một số mức độ nghiêm trọng".

### Nhật Bản
Một cuộc điều tra của Bộ Giáo dục cho thấy các học sinh tại các trường công có liên quan tới một số vụ bạo lực năm 2007—52.756 trường hợp, tăng khoảng 8.000 so với năm trước đó. Trong tới 7.000 vụ, các giáo viên là đối tượng bị tấn công.

### Ba Lan
Năm 2006, sau một vụ tự sát của một cô gái sau khi bị quấy nhiễu tình dục tại trường, Bộ trưởng Bộ Giáo dục Ba Lan, Roman Giertych, đã tung ra một cuộc cải cách trường học "không khoan dung". Theo kế hoạch này, các giáo viên sẽ có vị thế pháp lý như các nhân viên dân sự, khiến việc thực hiện hành động bạo lực chống lại họ bị trừng phạt với những mức độ cao hơn. Hiệu trưởng sẽ, trên lý thuyết, có thể gửi những học sinh hung hãn tới thực hiện phục vụ cộng đồng và cha mẹ của các học sinh đó cũng có thể bị phạt. Các giáo viên không phản ánh các vụ bạo lực ở trường có thể phải đối mặt với một án tù.

### Nam Phi
Cao uỷ Nhân quyền Nam Phi đã thấy rằng 40% trẻ em được phỏng vấn nói rằng chúng từng là các nạn nhân của tội phạm tại trường học. Hơn một phần năm số vụ tấn công tình dục vào trẻ em Nam Phi được phát hiện diễn ra tại trường học. Việc phải đương đầu với bạo lực gia đình, băng đảng và ma tuý để lại dấu ấn lâu dài trong tính cách của học sinh.

### Anh Quốc
Một cuộc điều tra của chính phủ năm 1989 thấy rằng 2% giáo viên thông báo từng phải đối mặt với sự gây hấn thể chất. Năm 2007 một cuộc điều tra 6.000 giáo viên bởi công đoàn giáo viên NASUWT thấy rằng hơn 16% tuyên bố đã từng bị tấn công thể chất bởi các học sinh trong hai năm trước đó. Theo các thống kê của cảnh sát thông qua một yêu cầu Tự do Thông tin, năm 2007 có hơn 7.000 trường hợp cảnh sát được gọi tới để giải quyết các vụ bạo lực trường học tại Anh.
Tháng 4 năm 2009 một hiệp hội giáo viên khác, Hiệp hội Giáo viên và Giảng viên, đưa ra các chi tiết một cuộc điều tra với hơn 1.000 thành viên của mình với kết quả gần một phần tư trong số họ từng là đối tượng bạo lực thể chất của một học sinh.
Tại Wales, một cuộc điều tra năm 2009 thấy rằng hai phần năm giáo viên thông báo đã từng bị tấn công trong lớp học. 49% từng bị đe doạ tấn công.

### Hoa Kỳ
Theo Trung tâm Thống kê Quốc gia về Giáo dục Mỹ, bạo lực học đường là một vấn đề nghiêm trọng. Năm 2007, năm gần nhất có dữ liệu tổng thể, một cuộc điều tra toàn quốc, được tiến hành hai năm một lần bởi Các Trung tâm Ngăn chặn và Kiểm soát Dịch bệnh (CDC) và có những mẫu đại diện của các học sinh trung học Hoa Kỳ, thấy rằng 5.9% học sinh mang theo một loại vũ khí (như súng, dao, vân vân) vào trường học trong 30 ngày trước thời điểm điều tra. Tỷ lệ này ở nam lớn gấp ba lần nữ. Trong 12 tháng trước cuộc điều tra, 7.8% học sinh trung học được thông báo đã bị đe doạ hay bị thương tích bởi một vũ khí trong trường học ít nhất một lần, với tỷ lệ cao trong nam lớn gấp hai lần nữ. Trong 12 tháng trước cuộc điều tra, 12.4% học sinh từng tham gia vào một vụ đánh nhau tại trường ít nhất một lần. Tỷ lệ nam cũng cao gấp hai lần nữ. Trong 30 ngày trước cuộc điều tra, 5.5% học sinh được thông báo bởi họ không cảm thấy an toàn, họ đã không tới trường ít nhất một ngày. Các tỷ lệ này ở nam và nữ xấp xỉ bằng nhau.
Dữ liệu mới nhất của Mỹ về tội phạm bạo lực trong đó các giáo viên là mục tiêu cho thấy 7% (10% tại các trường đô thị) giáo viên năm 2003 là đối tượng bị đe doạ bởi học sinh. 5% giáo viên tại các trường đô thị bị tấn công thể chất, với những tỷ lệ thấp hơn tại các trường ngoại ô và nông thôn. Các thành viên khác trong trường cũng có nguy cơ bị tấn công bạo lực, với các lái xe buýt trường học là những người rất dễ bị nguy cơ.

### Việt Nam
Tại Việt Nam, số liệu được Bộ Giáo dục và đào tạo (GD-ĐT) đưa ra gần đây nhất, trong một năm học, Tính đến tháng 11/2023 cả nước đã có 699 vụ bạo lực học đường với hơn 2.000 học sinh tham gia đánh nhau. Cũng theo thống kê của Bộ GD-ĐT, cứ khoảng trên 5.200 học sinh (HS) thì có một vụ đánh nhau; cứ hơn 11.000 HS thì có một em bị buộc thôi học vì đánh nhau; cứ 9 trường thì có một trường có học sinh đánh nhau ...  Bạo lực học đường đã trở thành mối lo ngại rất  lớn của nhiều gia đình , các nhà trường và là nỗi trăn trở của toàn xã hội vì nó để lại hậu quả nghiêm trọng mà nó gây ra.

## Các yếu tố nguy cơ

### Cá nhân học sinh

#### Cách cư xử nội tâm hay biểu lộ
Có một sự phân biệt giữa cách cư xử nội tâm và biểu lộ. Những cách cư xử nội tâm phản ánh sự rút lui, ức chế, lo lắng, và/hay chán nản. Cư xử nội tâm đã được tìm thấy trong một số trường hợp bạo lực thanh niên dù với một số thanh niên, chán nản đi liền với sự lạm dụng liên tục. Bởi chúng hiếm khi bộc lộ ra ngoài, các học sinh với các vấn đề nội tâm thường không được các nhân viên trong trường chú ý. Những cách cư xử biểu lộ phản ánh các hành động lầm lỗi, gây hấn, và hiếu động thái quá. Không giống như những cách cư xử nội tâm, những cách cư xử biểu lộ gồm, hay liên kết trực tiếp với, các giai đoạn bạo lực. Những cách cư xử bạo lực như đấm và đá thường được học khi quan sát những người khác. Các hành động biểu lộ diễn ra cả bên trong và bên ngoài trường học.

#### Các yếu tố cá nhân khác
Một số yếu tố cá nhân khác gắn liền với những mức độ gây hấn cao. Những em bắt đầu sớm thường có những hành động tồi hơn những trẻ em có những hành động chống xã hội muộn hơn. IQ thấp cũng liên quan tới những mức độ hung hăng cao hơn. Các phát hiện khác cho thấy ở trẻ nam các khả năng khó vận động ban đầu, những khó khăn khi chú ý, và các vấn đề về đọc thường dự đoán một hành vi chống xã hội về sau.

### Môi trường gia đình
Môi trường gia đình được cho là có đóng góp vào bạo lực học đường. Quỹ Quyền Hiến pháp cho rằng việc phải đối mặt trong thời gian dài với bạo lực súng, tình trạng nghiện rượu của cha mẹ, bạo lực gia đình, lạm dụng thể chất trẻ em, và lạm dụng tình dục trẻ em dạy cho trẻ rằng các hành động bạo lực là có thể chấp nhận. Kỷ luật thô bạo của cha mẹ đi liền với những mức độ hung hăng cao hơn ở thanh niên. Có một số bằng chứng cho thấy việc tiếp xúc với bạo lực trên vô tuyến và, ở một mức độ nhỏ hơn, các trò chơi bạo lực liên quan tới sự gia tăng tính hung hãn ở trẻ em, và sự hung hăng này lại có thể được đưa vào trường học.
Straus viện dẫn bằng chứng cho quan điểm rằng việc đối mặt với trừng phạt thân thể làm gia tăng nguy cơ hành động hung hãn ở trẻ em và trẻ vị thành niên. Các phát hiện của Straus đã bị Larzelere và Baumrind nghi ngờ. Tuy nhiên, việc phân tích nhiều tác phẩm văn học về trừng phạt thân thể, cho thấy trừng phạt thân thể liên quan tới những hành vi tồi hơn ở trẻ em và thanh niên. Những nghiên cứu phương pháp luận hợp lý nhất cho thấy "có những sự liên quan rõ ràng, ở một số mức độ giữa sự trừng phạt thể xác của cha mẹ và sự hung hãn của trẻ em."
Mô hình tương tác xã hội của Gerald Patterson. liên quan tới sự áp đặt của người mẹ và phản ứng ngược của trẻ em với những cách cư xử cưỡng bức, cũng giải thích sự phát triển của hành vi hung hãn ở trẻ nhỏ. Trong bối cảnh này, những hành vi cưỡng bức gồm những hành vi thường bị trừng phạt (ví dụ, khóc lóc, la hét, đánh đấm vân vân). Các môi trường gia đình có lạm dụng có thể hạn chế các kỹ năng nhận thức xã hội cần thiết, ví dụ, để hiểu những ý định của người khác. Bằng chứng dài hạn phù hợp với quan điểm rằng việc thiếu các kỹ năng nhận thức xã hội giải thích sự liên quan giữa kỷ luật khắc nghiệt của cha mẹ và hành vi hung hãn ở nhà trẻ. Nghiên cứu dài hạn với cùng những trẻ em đó cho thấy những hiệu ứng giải thích một phần kéo dài cho tới tận lớp ba hay lớp bốn. Lý thuyết kiểm soát của Hirschi (1969) đưa ra quan điểm rằng những trẻ em với những mối quan hệ không chặt chẽ với cha mẹ gặp nhiều nguy cơ tham gia vào hoạt động lầm lỗi và bạo lực ở trong và ngoài trường học hơn. Dữ liệu nghiên cứu đan xen của Hirschi từ các sinh viên trung học bắc California phần lớn thích hợp với quan điểm này. Những phát hiện từ case-control và những cuộc nghiên cứu theo chiều dọc cũng thích hợp với quan điểm này.

### Môi trường lân cận
Môi trường lân cận và cộng đồng cũng tạo bối cảnh cho bạo lực học đường. Các cộng đồng có tỷ lệ tội phạm và sử dụng ma tuý cao dạy thanh niên những hành động cư xử bạo lực và chúng lại được mang vào trường học. Tình trạng nhà cửa tồi tạn bên cạnh trường học đã được phát hiện gắn liền với bạo lực học đường. Việc tấn công giáo viên dường như hay xảy ra hơn tại các trường ở gần kề các khu vực có tỷ lệ tội phạm cao. Việc tiếp xúc với những người bạn hư hỏng là một yếu tố nguy cơ cho những mức độ hung hãn cao. Nghiên cứu đã cho thấy rằng nghèo khổ và mật độ dân số cao gắn liền với những tỷ lệ bạo lực học đướng cao. Những cuộc nghiên cứu theo chiều dọc dài hạn cho thấy trẻ em phải tiếp xúc với bạo lực cộng đồng, gồm cả bạo lực súng, trong những năm tiểu học được các bạn học và giáo viên thông báo có nguy cơ cao về hung hãn trong những năm cuối cấp. Các băng đảng trong khu vực cũng được cho là góp phần tạo ra các môi trường học đường nguy hiểm. Các băng đảng sử dụng môi trường xã hội của trường học để tuyển mộ các thành viên và tương tác với các nhóm đối địch, với việc bạo lực băng đảng được đưa từ bên ngoài vào trong trường học.

### Môi trường trường học
Nghiên cứu gần đây đã chỉ ra sự liên quan giữa môi trường trường học với bạo lực học đường. Những vụ tấn công giáo viên gắn liền với những nơi có tỷ lệ nam sinh cao, và một tỷ lệ cao học sinh nhận bữa trưa miễn phí hay giảm giá (một dấu hiệu của nghèo khổ). Nói chung, một cộng đồng nam sinh đông, ở cấp học càng cao, một lịch sử các vấn đề vô kỷ luật cao, tỷ lệ học sinh trên giáo viên cao, và một địa điểm đô thị liên quan tới bạo lực trong các trường học. Trong học sinh, thành tích học tập liên quan nghịch đảo với hành động chống xã hội. Cuộc nghiên cứu của Hirschi và những người khác, đã được nêu ra ở đoạn trên về môi trường gia đình, cũng thích hợp với quan điểm rằng sự thiếu gắn kết với trường học đi liền với sự gia tăng nguy cơ hành vi chống xã hội.

## Những tranh cãi

### Cơ quan quản lý trường học Los Angeles
Năm 2005 trên một chiếc xe buýt trường học tại Hạt Montgomery, Maryland, một cô bé 11 tuổi đã bị tấn công bởi một nhóm học sinh, những kẻ nhét mạnh một vật vào người cô bé. Mẹ của cô bé, chứ không phải trường học, đã gọi cảnh sát, dù một nhân viên của trường đã thông báo tới bà mẹ (các học sinh không bị kết tội tấn công tình dục bởi cảnh sát thực hiện kém công việc hành chính). Năm 2008, Trường học Quận Baltimore đã không thể can thiệp một hành vi bạo lực được thực hiện chống lại một giáo viên. Một học sinh đã quay lại cảnh một người bạn của mình tấn công giáo viên nghệ thuật. Các nhân viên trong trường bỏ qua vấn đề cho tới khi đoạn video được tung lên MySpace. Một số trường hợp bạo lực học đường không thu hút được sự quan tâm của chính quyền bởi các giáo viên trong trường không muốn trường mình bị coi là "không an toàn" theo Đạo luật No Child Left Behind (NCLB). Dù có hay không có NCLB, tại Hoa Kỳ, đã có một lịch sử ít thông báo các vụ việc bạo lực xảy ra trong trường học.

### Truyền thông
Các vụ nổ súng trong trường học là các hình thức hiếm và không thường xuyên của bạo lực học đường. Các vụ nổ súng trong trường học chiếm chưa tới 1% các vụ bạo lực tội phạm trong các trường công, với mức trung bình 16.5 người chết mỗi năm trong giai đoạn 2001-2008. Một số nhà bình luận cho rằng việc đưa tin của truyền thông khuyến khích bạo lực học đường, dù một cách giải thích thường thấy là việc đưa tin chỉ tuân theo các sự kiện đang diễn ra. Ngày 16 tháng 4 năm 2007, Seung-Hui Cho giết 32 người tại Virginia Tech trước khi tự sát. Có lẽ bởi việc truyền thông đưa tin quá nhiều về thảm kịch tại Virginia Tech, nhiều học sinh trên khắp Hoa Kỳ đã thực hiện các vụ tấn công bạo lực hay đe doạ làm như vậy tại trường học. Mặt khác, báo chí dường như phải nhận trách nhiệm nếu họ không đưa tin về những lời đe doạ nghiêm trọng tới sự an toàn công cộng như vụ Virginia Tech và các vụ thảm sát Columbine.

## Ngăn chặn và can thiệp
Mục tiêu của các chiến lược ngăn chặn và can thiệp là không để bạo lực học đường xảy ra. Theo CDC, ít nhất có bốn mức độ mà các chương trình ngăn chặn bạo lực có thể hành động: xã hội nói chung, cộng đồng trường học, gia đình, và cá nhân.
- Các chiến lược ngăn chặn cấp độ xã hội hướng tới thay đổi xã hội và các điều kiện văn hoá để làm giảm bạo lực không cần biết tới môi trường có thể xảy ra của chúng. Những ví dụ bao gồm giảm truyền thông bạo lực, định hướng lại các tiêu chuẩn xã hội, và tái cơ cấu các hệ thống giáo dục.[63] Các chiến lược này hiếm khi được sử dụng và khó áp dụng.
- Các chiến lược trường học được thiết kế để thay đổi các đặc điểm trường học gắn liền với bạo lực. Một con đường để nghiên cứu tâm lý là giảm bớt bạo lực và sự vô lễ, đặc biệt sự phát triển những biện pháp can thiệp ở mức độ trường học.[64][65] CDC đề xuất khuyến khích các kỹ thuật quản lý lớp học, học cách hợp tác, và giám sát chặt học sinh.[17][66] Ở cấp độ trường tiểu học, sự can thiệp hành vi ứng xử nhóm được gọi là Trò chơi Ứng xử Tốt giúp giảm tình trạng chia rẽ trong lớp học và khuyến khích những giao tiếp xã hội trong lớp học.[67][68] Có một số bằng chứng rằng các môn học Second Step, liên quan tới việc khuyến khích kiểm soát sự bốc đồng và sự thấu cảm trong các học sinh lớp hai và lớp ba, giúp làm giảm hành vi ứng xử hung hãn về thể chất.[69] Các chiến lược ở mức độ trường học khác hướng tới giảm thiểu hay ngăn chặn việc bắt nạt[70][71][72][73] và tổ chức cảnh sát địa phương thích hợp hơn với việc chống lại bạo lực băng đảng.[74] Tuy nhiên, nghiên cứu cho thấy ý tưởng tạo ra hệ thống cảnh báo sớm ở mức độ trường học, hệ thống tương tự như chiến dịch giám sát Đường dây Cảnh báo Sớm Từ xa được thiết kế để "ngăn chặn những trường hợp bạo lực học đường nghiêm trọng nhất," không chắc chắn.[59] Những nỗ lực ngăn chặn bạo lực có thể được định hướng hiệu quả hơn khi phát triển các chương trình chống bắt nạt, giúp các giáo viên có các chiến lược quản lý lớp học, áp dụng các chiến thuật ứng xử như Trò chơi Ứng xử Tốt, thực hiện những cải tiến chương trình học như Second Step, phát triển các chương trình để tăng cường sức mạnh gia đình (xem bên dưới), và áp dụng các chương trình hướng tới tăng cường các kỹ năng xã hội và hàn lâm của các học sinh đang có nguy cơ (xem bên dưới).
- Một số chương trình ngăn chặn hướng tới cải thiện các quan hệ gia đình.[17] Có một số bằng chứng rằng những chiến lược can thiệp đó có hiệu quả rất nhỏ với thái độ ứng xử của trẻ em trong ngắn hạn[75][76] và dài hạn.[77] Chương trình can thiệp tại gia đình của Patterson có sự tham gia của các bà mẹ đã cho thấy có làm giảm hành vi hung hãn của trẻ.[41] Một câu hỏi quan trọng liên quan tới mức độ ảnh hưởng mà chương trình mang lại với hành vi ứng xử của trẻ tại trường học.
- Một số chương trình ngăn chặn và can thiệp tập trung vào các chiến lược cấp độ cá nhân. Các chương trình này hướng tới các học sinh thể hiện sự hung hãn và các hành vi bạo lực hay đang có nguy cơ thực hiện các hành vi đó. Một số chương trình gồm giải pháp xung đột và giải quyết vấn đề theo nhóm.[17] Các chương trình khác dạy học sinh các kỹ năng xã hội.[78] Nhóm Nghiên cứu Ngăn chặn Các Hành vi Ứng xử, trong khi phát triển và áp dụng một chương trình chống hung hãn tổng thể cho mọi trẻ em tại các trường tiểu học, cũng phát triển và áp dụng một chương trình kỹ năng xã hội và giúp đỡ học tập nhắm tới các học sinh đang gặp nhiều nguy cơ nhất với hành vi ứng xử hung hãn.[79][80].